# Prawdopodobieństwo subiektywne
Prawdopodobieństwo subiektywne – interpretacja prawdopodobieństwa, według której prawdopodobieństwo nie musi być wielkością obiektywną, lecz może być określone na podstawie subiektywnej opinii osoby, zależnie od dostępnych jej aktualnie danych.
Przy tej interpretacji można stosować metody rachunku prawdopodobieństwa praktycznie do wszystkiego – stwierdzania czy dany e-mail jest spamem, wyliczania szans na to, która drużyna zwycięży mecz, jaki jest poziom znajomości angielskiego kogoś, kto napisał test z danym wynikiem, czy też która z teorii na dany temat jest prawdziwa.

## Przykład
- prawdopodobieństwo, że e-mail nadesłany do danej skrzynki jest spamem, to 5%,
- koszt akceptacji spamu jest liczony jako 1,
- koszt odrzucenia dobrego listu to 100.

Na podstawie zestawu spamów i niespamów stworzona została funkcja {\displaystyle f,} która przyporządkowuje każdej wiadomości szansę tego, że jest ona spamem. Zgodnie z twierdzeniem Bayesa ma ona postać zbioru testów {\displaystyle T_{i},} które przechodzi {\displaystyle P(T_{i}|\neg S)} dobrych listów i {\displaystyle P(T_{i}|S)} spamu.
Prawdopodobieństwo, że dany e-mail jest spamem, jest więc równe prawdopodobieństwu początkowemu (tutaj 5%) pomnożonemu przez iloczyn prawdopodobieństw, że spam przejdzie testy, które dany mail przeszedł oraz że nie przejdzie tych, których nie przeszedł, podzielonemu przez odpowiednie prawdopodobieństwa dla dobrych maili. Oczywiście można tak robić jedynie wtedy, gdy testy ze sobą nie korelują, w przeciwnym wypadku obliczenia się komplikują.
Mając już prawdopodobieństwo, stosujemy zasadę najmniejszego kosztu, tak więc w tym przypadku dla maila, który na 99% jest spamem, koszt odrzucenia {\displaystyle (1\%\cdot 100=1)} byłby większy niż koszt akceptacji, {\displaystyle (99\%\cdot 1=0{,}99),} więc zostaje on zaakceptowany. W praktyce testów będzie zapewne kilkaset, dlatego ostateczne prawdopodobieństwo może być albo bardzo niskie (np. 0,01%), albo bardzo wysokie (np. 99,9999%). Jeśli funkcja nie jest najlepsza, to możemy albo dodać nowe testy, albo – co zwykle jest bardziej skuteczne – dać jej lepszy zestaw przykładowych spamów i dobrych maili.